# Мисаїл (Пструч)
Мисаї́л Пстру́ч — церковний діяч другої половини XV ст., Митрополит Київський, Галицький та всієї Руси (1473—1480). Патріархом не затверджений.

## Біографія
У 1445—1473 — єпископ Смоленський.
По смерті митрополита Григорія II Болгариновича собор руських єпископів 1473 р. вибрав митрополитом Мисаїла (Пструча), при цьому прохання про затвердження на митрополію надіслали не до Константинополя, а передали через папського легата Антоніо Бонумбре до папи римського, взоруючись на прецедент із митрополитом Григорієм, якого прислав на Русь також папа. На жаль, із невідомих причин відповіді з Риму не було (вочевидь, листа в Римі не отримали), що й стало поштовхом звернутися з новим листом до папи Сикста IV., який дійшов до нас під назвою «Послання Мисаїла». В ньому, серед іншого, прохали, щоб папа, в дусі Флорентійського собору, захистив православних Київської митрополії від кривд із боку латинського духовенства. При цьому Мисаїл надалі застосовує щодо себе в листі від 1476 р. титул «елект на митрополію», взоруючись на титулатуру свого попередника митрополита Григорія в папських документах про нього. Правив Київською митрополією до 1480 року. Його вважають можливим автором Літопису за 1254—1425 рр.
«Послання Мисаїла» від 1476 р. також підписали князь Михайло Олелькович, князь Федір Більський, князь Дмитро В'яземський, Іван Ходкевич, Іван Солтан (якого часто плутали з одним із наступних митрополитів Йосифом Солтаном) та інші видатні діячі того часу.
Того ж 1476 року Константинопольський патріарх прислав свого ставленика на митрополита Спиридона (Сатану). Проте його було заарештовано польською владою та не допущено до управління церквою. Після втечі з Речі Посполитої Спиридон подався в Московщину, однак і там його не прийняли, а запроторили до монастиря, тож він так і залишився безпрестольним митрополитом.